# Алексеевка (Чечерский район)
Алексе́евка (бел. Аляксееўка) — деревня в Ровковичском сельсовете Чечерском районе Гомельской области Беларуси.

## География

### Расположение
В 12 км на юго-запад от Чечерска, 30 км от железнодорожной станции Буда-Кошелёвская (на линии Гомель — Жлобин), 58 км от Гомеля.

### Гидрография
На юго-западе небольшой водоём.

## Транспортная сеть
Транспортные связи по просёлочной, затем автомобильной дороге Чечерск — Заболотье. Жилые дома деревянные, усадебного типа.

## История
Основана в начале XX века переселенцами из соседних деревень. Наиболее активная застройка приходится на 1920-е годы. В 1926 году почтовый пункт, школа, в Науховичском сельсовете Чечерского района Гомельского округа. В 1931 году организован колхоз. 9 жителей погибли на фронтах Великой Отечественной войны. Согласно переписи 1959 года в составе колхоза имени С. М. Кирова (центр — деревня Крутое).

## Население

### Численность
- 2004 год — 1 хозяйство, 2 жителя.

### Динамика
- 1926 год — 14 дворов, 77 жителей.
- 1959 год — 40 жителей (согласно переписи).
- 2004 год — 1 хозяйство, 2 жителя.